# 诺水县
诺水县，中国古县名。
西魏大统年间置，治所在今四川省通江县，属遂宁郡。隋朝开皇三年（583年）废入始宁县。唐朝武德八年（635年）复置，属壁州。天宝元年（742年）改名通江县。 